# Товарный словарь
Товарный словарь — девятитомный словарь, изданный в СССР в 1956—1961 годах Министерством торговли СССР для работников торговли. Главный редактор словаря — И. А. Пугачёв. Издательство — Государственное издательство торговой литературы (Госторгиздат).
Словарь содержит сведения о продовольственных и непищевых товарах, а также информацию об организации и технике торговли.

## Описание
По утверждению авторов учебника «Российская история рекламы» Ольги Савельевой и Нины Трубниковой, изданный в 1956—1961 годах девятитомный «Товарный словарь» был выдающимся изданием среди советских товарных каталогов, для которых вообще были характерны обращённость к оптовому, а не розничному покупателю и предназначенность для общего ориентирования торговых организаций в наличествующем ассортименте. «Товарный словарь» был предназначен не для прямых заказов оптовых партий товаров, а лишь для ознакомления руководителей сферы торговли с выпускаемым советской промышленностью товарным ассортиментом народного потребления. Это презентационное издание смотрится очень солидно, каждый том помещён в картонный чехол и коленкоровый переплёт, каждый том содержит великолепные (по мнению Савельевой и Трубниковой) фотографии: сотни чёрно-белых картинок и около двух десятков «сделанных с имперским шиком» цветных вклеек. В издание имеются статьи, включающие информацию о рецептуре, материалах и технологии производства некоторых товаров. Например, в нём приведена рецептура «настоящей „Докторской“ колбасы». По мнению Савельевой и Трубниковой, «Товарный словарь» смотрится таким же памятником советской полиграфии, как «Книга о вкусной и здоровой пище».

## Содержание томов
1. Абажуры — Волконскоит. — 1956. — 1014 стб.
2. Волокна текстильные — Зюйдвестка. — 1957. — 1044 стб.
3. Игла рыба — Комбикорма. — 1957. — 998 стб.
4. Комбинация — Ленок. — 1958. — 1086 стб.
5. Лента — Мячи спортивные. — 1958. — 1094 стб.
6. Набойка — Пиявки. — 1959. — 1108 стб.
7. Плавки — Свекла. — 1959. — 1078 стб.
8. Сверла — Ушаты молочные. — 1960. — 1214 стб.
9. Фагот — Ящичная тара (и дополнительные статьи) — 1961. — 1734 стб.
В последнем томе содержится три раздела с дополнительными статьями, отсутствующими в предыдущих томах:
- Продовольственные товары — столбцы 1029—1096.
- Промышленные товары — столбцы 1095—1504.
- Организация и техника торговли — столбцы 1503—1510.